# Heudebouville
Heudebouville är en kommun i departementet Eure i regionen Normandie i norra Frankrike. Kommunen ligger i kantonen Louviers-Nord som tillhör arrondissementet Les Andelys. År 2022 hade Heudebouville 809 invånare.

## Befolkningsutveckling
Antalet invånare i kommunen Heudebouville
Referens:INSEE